# История государства и права Украины. Академический курс (учебник, 2000)
«История государства и права Украины. Академический курс» (укр. «Історія держави і права України. Академічний курс») — украиноязычный двухтомный учебник по истории государства и права Украины, опубликованный в 2000 году киевским издательством «Ін Юре». Он охватывает период истории государства и права на территории Украины с I тысячелетия до н. э. по 1996 год.
Учебник пользовался популярностью и получил положительные отзывы в юридическом и научном сообществах за объективность изложения информации. В 2002 году пять основных авторов издания (В. Д. Гончаренко, И. П. Сафронова, Н. Н. Страхов, А. Л. Копыленко, А. И. Рогожин) были удостоены за него Государственной премии Украины в области науки и техники. Редакторами издания были академики В. Я. Таций и А. И. Рогожин.

## Контекст
В 1987 году под редакцией директора Института государства и права АН Украинской ССР Бориса Бабия были изданы два первых из трёх запланированных томов учебника «История государства и права Украинской ССР». Это издание оценивалось как первая попытка написать фундаментальную работу по истории государства и права Украины. Однако из-за того, что последний том так и не вышел, эта попытка оказалась неудачной.
После получения Украиной независимости в 1991 году был издан ряд учебников по истории государства и права Украины, авторами которых были не только учёные-правоведы, но и представители исторической и политологической наук. Также стали издаваться труды на данную тему, написанные иностранными исследователями. В числе изданных в первые годы украинской независимости, также был и двухтомный учебник «История государства и права Украины», в написании которого принимали участие некоторые авторы одноимённого академического курса, вышедшего четыре года спустя.
Учебник «История государства и права Украины. Академический курс» стал второй после издания под редакцией Б. М. Бабия попыткой написания фундаментальной работы по истории государства и права Украины, а также первым фундаментальным академическим курсом по одноимённой дисциплине, изданным на Украине после получения независимости.

## Авторский коллектив
Оба тома «История государства и права Украины. Академический курс» издавались под редакцией действительного члена Национальной академии наук Украины и Академии правовых наук Украины Василия Яковлевича Тация и действительного члена Академии правовых наук Украины Анатолия Иосифовича Рогожина.

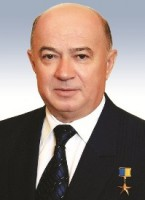
В. Я. Таций

В написании данного учебника приняли участие ряд признанных и ведущих харьковских, киевских и львовских учёных-правоведов, которые представляли, в том числе: Академию правовых наук Украины, Национальную юридическую академию Украины имени Ярослава Мудрого, Харьковский университет внутренних дел и юридический факультет Львовского национального университета имени Ивана Франко. Все авторы учебника имели учёную степень кандидата или доктора юридических наук, и учёное звание доцента или профессора. Также большинство авторов были членами-корреспондентами или действительными членами Академии правовых наук Украины.
Авторами издания стали: В. Д. Гончаренко, В. Н. Ермолаев, Л. А. Зайцев, А. Л. Копыленко, В. С. Кульчицкий, Н. И. Панов, А. И. Рогожин, В. А. Румянцев, И. П. Сафронова, А. Д. Святоцкий, Н. Н. Страхов, В. Я. Таций, Б. И. Тищик и А. Н. Ярмыш.

## Содержание и структура
Учебник состоит из двух томов, каждый из которых делится на две части. Части включают в себя от двух до девяти разделов, которые, в свою очередь, делятся на параграфы. В разделах содержится от двух до семи параграфов. Помимо того, в каждой части присутствует вступление и выводы, помещённые в отдельные подразделы. Также в конце каждого тома опубликована «Хронология важнейших событий в истории государства и права Украины». В первом томе опубликовано «Переднее слово» и «Предисловие».
Для учебника был характерен плюрализм научных взглядов на разные периоды истории государства и права Украины. Наравне с высказыванием собственных точек зрения на описываемые события, соавторы также освящали и отличные от своих мнения. Описывая источники права, соавторы не только лишь анализировали их содержание, но обстоятельства связанные с их созданием. Анализируя нормативно-правовые акты, соавторы давали точную отсылку к соответствующей норме анализируемого акта, что должно было закрепить в студентах-юристах привычку доказывать свою точку зрения с помощью норм права, а не только лишь теоретического материала.
Первая часть тома 1 охватывает период, начиная с рабовладельческого строя (середина I тысячелетия до н. э.) и заканчивая автономией некоторых украинских земель в составе Российской империи (XVIII век). Во второй части данного тома исследуется период начиная с XIX века, когда была ликвидирована автономия украинских земель и заканчивая Февральской революцией в феврале 1917 года. Первая часть второго тома освещает темы периода между Февральской и Октябрьскими революциями, а также связанные с государственными образованиями (кроме Украинской ССР) на территории Украины в этот период. В заключительной части издания первые восемь разделов посвящены истории государства и права в период существования Украинской ССР, а последний раздел — девятый — первым годам независимости Украины (с 1991 по 1995) и процессу создания и принятия Конституции Украины 1996 года.
А. А. Покрещук особо выделял несколько разделов и эпизодов учебника. Так, при описании и анализе Переяславского договора в параграфе за авторством Б. И. Тищика и Л. А. Зайцева, он отмечает их за «научно выдержанную позицию». Помимо этого, разделы «Становление и развитие государства и права Киевской Руси (VI — начало XII вв.)» и «Государство и право феодально-раздробленной Руси (30-е годы XII—XIV вв.)», авторами которого были А. И. Рогожин и В. Д. Гончаренко, он называет «достаточно насыщенными». Также, научная выдержанность была соблюдена, по мнению Покрещука, в первой части второго тома (авторами данной части были: А. И. Рогожин, А. Л. Копыленко, А. Д. Святоцкий и Б. И. Тищик). Из этой части данного тома Покрещук отдельно выделяет второй параграф второго раздела, автором которого был А. Л. Копыленко, отмечая высокий и нестандартный (Копыленко, в отличие от большинства исследователей, не использовал негативных оценок этого периода) уровень изложения материала о государстве и праве в период Украинской державы Павла Скоропадского.
Ю. Н. Тодыка отмечал, что в издании наиболее подробно рассмотрены те периоды истории государства и права Украины, «когда наиболее ярко проявляются на землях Украины процессы развития собственной государственности». Тодыка отмечал, что среди таких вопросов «подробно» и «раскрыто», описываются история периодов Киевской Руси, вхождения в состав Великого княжества Литовского и Королевства Польского украинских земель, подписания Переяславского договора, Центральной Рады. Юрий Николаевич делал акцент на том, что анализируя период Центральной Рады, авторы показывают не только положительные, но и отрицательные черты этого образования.
И. Н. Грозовский, который в целом высоко отмечал содержание и структуру учебника, отметил, что «отдельные, второстепенные факторы» нуждаются в уточнении. Как пример он привёл 4-й раздел 1-го тома описывающий период вхождения в состав Великого княжества Литовского и Королевства Польского украинских земель. Он отметил, что некоторые материалы из этого раздела (в частности: об административно-территориальном делении Запорожской Сечи и положении женщин на Сечи) противоречат работам специалиста по истории запорожского казачества Дмитрия Яворницкого.

## Оценки и признание
Также в 2000 году была издана двухтомная «Хрестоматия по истории государства и права Украины» (укр. «Хрестоматія з історії держави і права України»). Составителями Хрестоматии стали авторы учебника В. Д. Гончаренко, А. И. Рогожин и А. Д. Святоцкий, первый также был и редактором этого издания. В основу периодизации данного учебного пособия была положена периодизация, использованная в «Академическом курсе».
Оба тома учебника были допущены к печати Министерством образования и науки Украины 29 сентября 1999 года, также им был присвоен шифр «учебника для студентов высших юридических специальностей высших заведений образования». Рецензентом издания выступил профессор Харьковского национального университета имени В. Н. Каразина, доктор исторических наук И. К. Рыбалко, а также работники кафедры государственно-правовых дисциплин Донецкого государственного университета. Учебник был высоко оценён в украинском юридическом научном сообществе, среди студентов правовой специальности. Также данный учебник использовали ряд украинских государственных деятелей и судей.
Академик АПрН Украины М. В. Цвик и руководитель аппарата Высшего совета юстиции А. Ю. Шинкар выразили уверенность в том, что данный учебник был написан в соответствии с наставлением М. С. Грушевского, который говорил, что преподавание истории должно осуществляться по принципу «широкого универсализма» и при этом прививать чувства «гуманности и демократизма». Эти исследователи пришли к выводам, что данный труд является одновременно «фундаментальным и доступным», а также «объективным и патриотическим».
Член-корреспондент АПрН Украины Ю. Н. Тодыка, анализируя учебник, пришёл к выводу, что он может быть полезным для студентов, аспирантов и учёных не только юридических, но и исторических специальностей. Тодыка назвал издание учебника «значительным событием в развитии украинской правовой науки», и высоко оценил издание. При этом недостатком издания Юрий Николаевич назвал маленький тираж учебника (тираж 1-го и 2-го томов составил по 3000 экземпляров — каждый).
Проректор по учебной работе Запорожского института государственного и муниципального управления И. Н. Грозовский, считал учебник фундаментальной работой и выделял его из числа всех ранее изданных учебных издании по этому предмету. Он отмечал, что учебник будет полезен тем, кто интересуется «объективной, не предвзятой историей государства и права Украины» и потому в его вузе данный академический курс был «внедрён в учебный процесс».

### Награды
В 2000 году учебник «История государства и права. Академический курс» победил на III Всеукраинском конкурсе на лучшее юридическое издание 1999—2000 гг., который проводил Союз юристов Украины, а трое авторов издания — В. Д. Гончаренко, И. П. Сафронова и Н. Н. Страхов были удостоены соответствующей премии.
В 2002 году двухтомник «История государства и права. Академический курс» был номинирован на получение Государственной премии Украины в области науки и техники, и на основании представления Комитета по Государственным премиям Украины в области науки и техники, 16 декабря 2002 года Президент Украины Леонид Кучма издал Указ, в котором, за данное издание Государственной премией в области науки и техники были удостоены пять его авторов — В. Д. Гончаренко, И. П. Сафронова, Н. Н. Страхов, А. Л. Копыленко и А. И. Рогожин.